# Route nationale 474
Pour les articles homonymes, voir Route 474.
La route nationale française 474 ou RN 474 était une route nationale française reliant Vesoul à Gray.
À la suite de la réforme de 1972, la RN 474 a été déclassée en RD 474.

## Ancien tracé de Vesoul à Gray (D 474)
- Vesoul (km 0)
- Noidans-lès-Vesoul (km 1)
- Mailley-et-Chazelot (km 5)
- Grandvelle-et-le-Perrenot (km 12)
- Fretigney-et-Velloreille (km 23)
- Velleclaire (km 33)
- Bucey-lès-Gy (km 35)
- Gy (km 38)
- Choye (km 42)
- Velesmes-Échevanne (km 48)
- Ancier (km 53)
- Gray (km 56)